# Mytilus
Mytilus és un gènere de mol·luscs bivalves de la família Mytilidae, amb distribució cosmopolita. Són musclos comestibles de mida mitjana a gran que viuen en aigües salades.

## Algunes espècies
El gènere Mytilus inclou vuit espècies (a més de diverses espècies dubtoses):
- Mytilus californianus Conrad, 1837 - musclo de Califòrnia
- Mytilus chilensis (Hupé, 1854) - musclo xilè
- Mytilus edulis Linnaeus, 1758 - musclo de l'Atlàntic
- Mytilus galloprovincialis Lamarck, 1819 - musclo del Mediterrani
- Mytilus planulatus Lamarck, 1819
- Mytilus platensis d'Orbigny, 1842
- Mytilus trossulus Gould, 1850
- Mytilus unguiculatus Valenciennes, 1858

## Ús pels humans
Els musclos del gènere Mytilus han estat molt explotats pels humans des de la prehistòria i actualment es cultiven en aqüicultura. Per exemple, a Califòrnia els natius americans els consumien des de com a mínim 12.000 anys enrere.

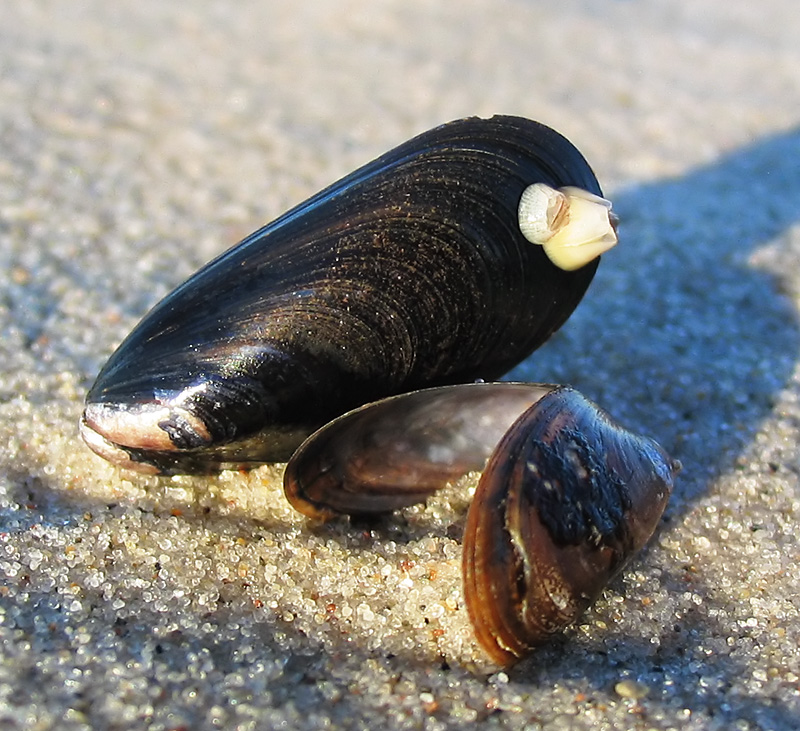
Mytilus edulis
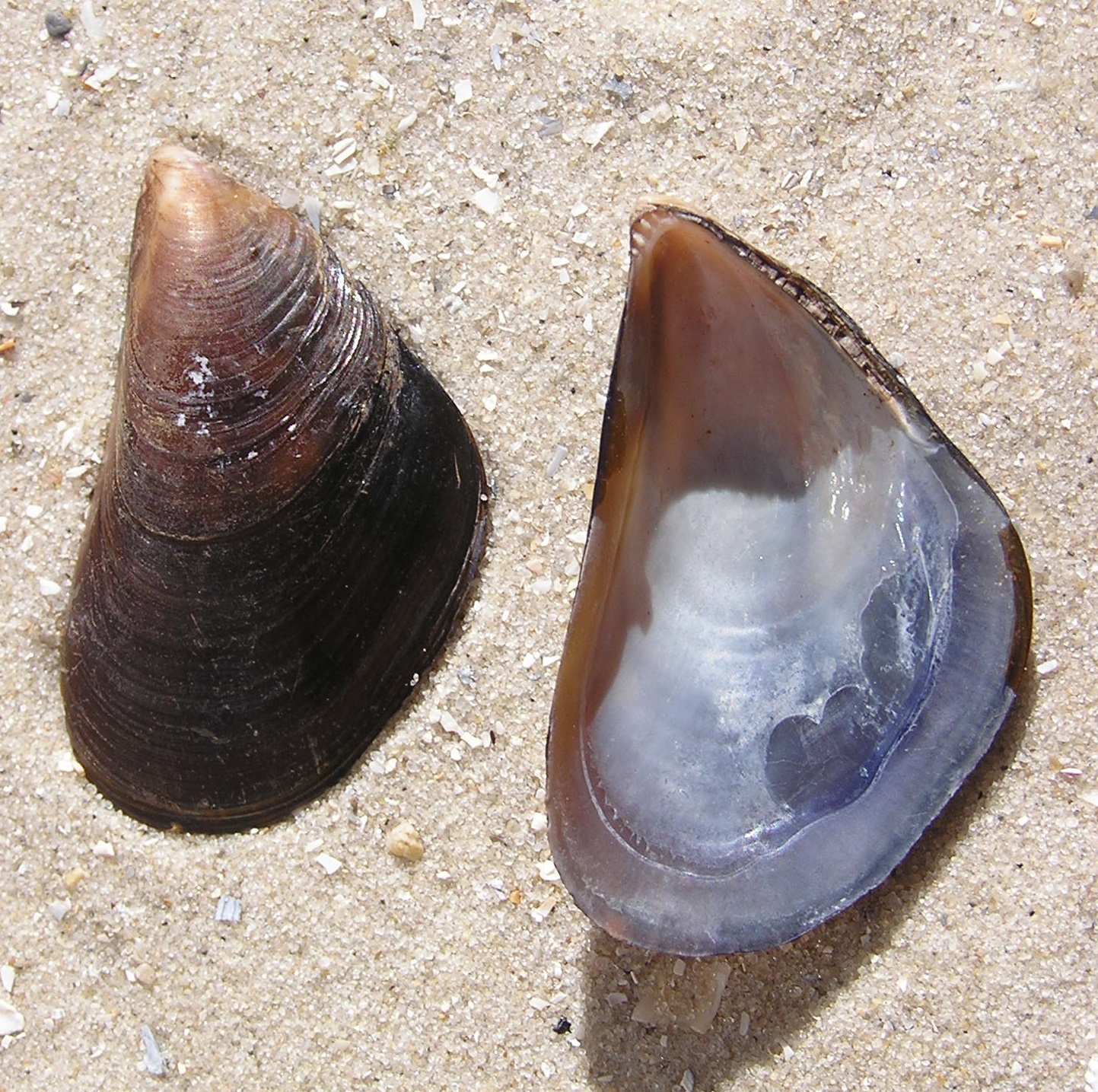
Mytilus galloprovincialis
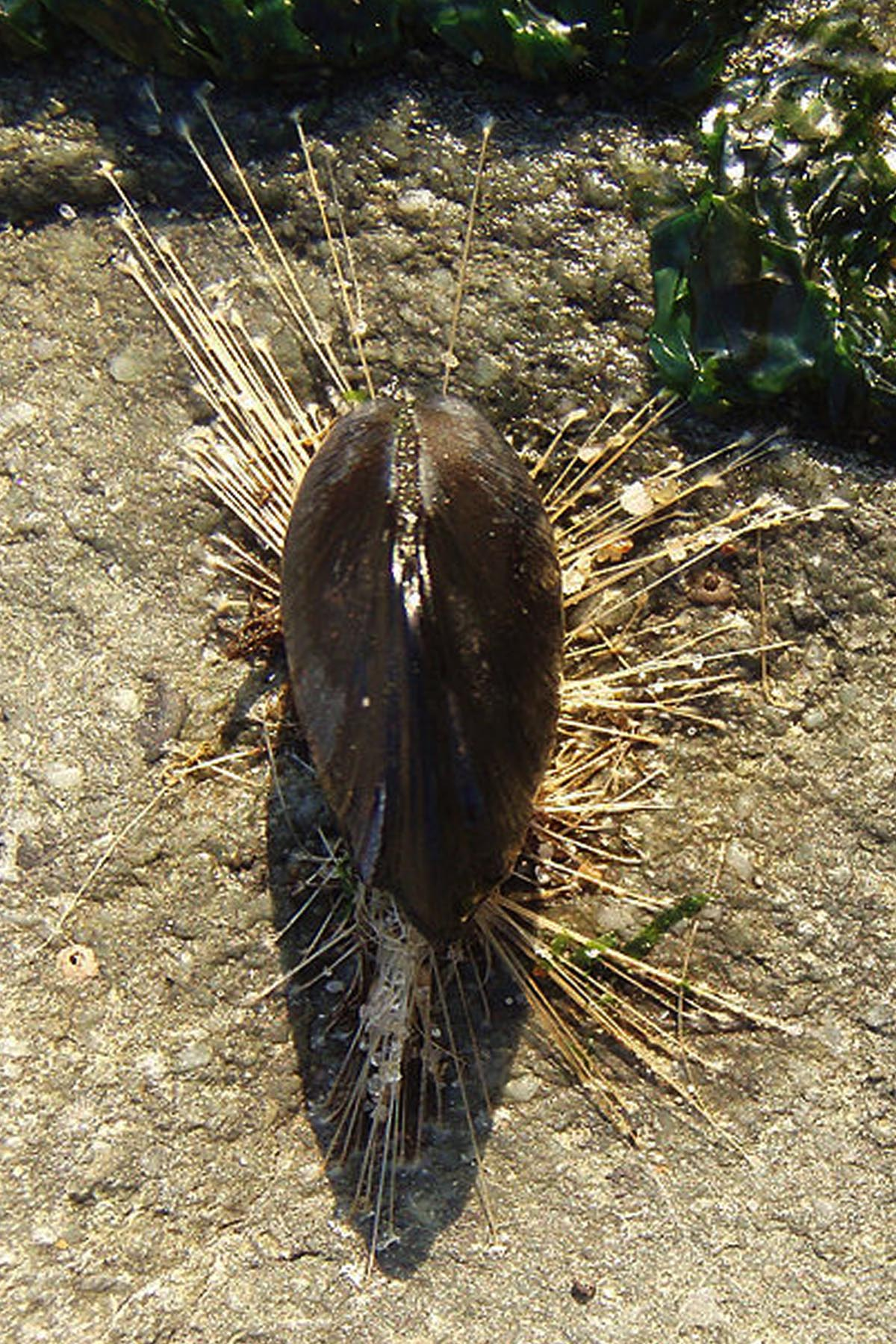
Mytilus californianus
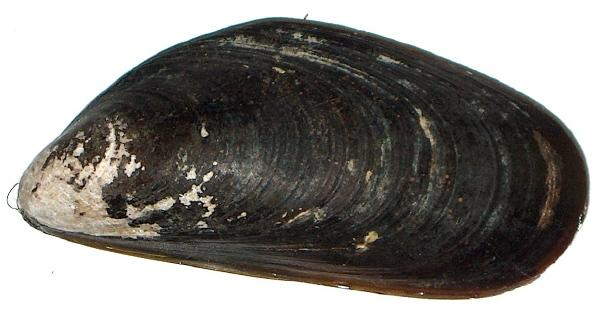
Mytilus chilensis